# Erik Friberg (konstnär)
Lars Erik Friberg, född 17 april 1919 i Vänersborg, död 14 mars 1998 i Trollhättan, var en svensk målare, tecknare och grafiker.
Friberg studerade vid Slöjdföreningens skola i Göteborg. Separat ställde han ut i Trollhättans konsthall och han medverkade vid ett stort antal samlingsutställningar. Hans konst består huvudsakligen av teckningar och akvareller med landskapsmotiv. Friberg är representerad vid Moderna Museet, Gustav VI Adolfs samling och vid Thielska galleriet. Han är begravd på Götalundens begravningsplats i Trollhättan.